# Carlos Castaño Gil
Carlos Castaño Gil (16. maj 1965 – 16. april 2004) var en Colombiansk paramilitær leder og norkotikahandler, som var grundlægger af Autodefensas Campesinas de Córdoba y Urabá(ACCU), en højreekstremistisk paramilitær organisation i Colombia og forhenværende medlem af Medellinkartellet. Castaño og hans brødre Fidel og Vicente grundlagde ACCU efter deres far blev kidnappet og dræbt af FARC, i samarbejde med andre fjender eller ofre for guerillaen. ACCU blev senere en af de grundlæggende medlemmer af Autodefensas Unidas de Colombia (AUC).
| Biografi | Spire Denne biografi er en spire som bør udbygges. Du er velkommen til at hjælpe Wikipedia ved at udvide den. |